# DFK Komotau
DFK Komotau (celým názvem: Deutschen Fußballklub Komotau) byl německý klub ledního hokeje, který sídlil v Chomutově. Založen byl v roce 1908. DFK působilo ve své nejranější éře v německých soutěžích. Až v sezóně 1937/38 byl klub začleněn do československé ligy. Ve své první a zároveň poslední sezóně v československé lize hrál klub ve skupině B, kde skončil na 3. místě. Odehrál 4 zápasy, ve kterých získal 4 body za 2 výhry. DFK zaniklo v roce 1939 po reorganizaci v NSTG Komotau.
Mezi slavné hráče klubu se řadí Wilhelm Heinz a Walter Ulrich.

## Přehled ligové účasti
Stručný přehled
Zdroj: 
- 1937–1938: Státní liga – sk. B (1. ligová úroveň v Československu)

Jednotlivé ročníky
Zdroj: 
Legenda: ZČ – základní část, červené podbarvení – sestup, zelené podbarvení – postup, fialové podbarvení – reorganizace, změna skupiny či soutěže
| Československo (1937 – 1938) |                     |           |          |                                     |                              |
| Sezóny                       | Soutěž              | Úroveň    | ZČ       | Play-off, nadstavba, sk. o udržení… | Poznámky                     |
| 1937/38                      | Státní liga – sk. B | 1. úroveň | 3. místo |                                     | Odstoupení z českých soutěží |